# Saga Oseberg
Saga Oseberg er et rekonstrueret vikingeskib fra Tønsberg i Norge. Det er fremstillet som en fuldskala kopi af Osebergskibet, der blev fundet i starten af 1900-tallet. Man havde tidligere forsøgt at fremstille en kopi af dette skib, men 20 sekunder inde i jomfrusejladsen med denne rekonstruktion kæntrede og gik til bunds.
Byggeriet foregik fra 2011-2012 og det blev udført af Stiftelsen Nytt Osebergskip. Byggepladsen var udenfor Oseberg kulturhus i Tønsberg. Byggeriet foregik, så langt det var praktisk mulig, med de materialer og håndværksteknikker som blev brugt da oprindelige skib blev bygget omkring år 820. Det blev fremstillet baseret på de nyeste opmålinger og forskningsresultater fra Osebergskibet. Det færdige skib bruges til forskning af sejlads med vikingeskibe.
Stiftelsen Nytt Osebergskip er baseret på økonomisk støtte fra en lang række myndigheder, institutioner, firmaer og privatpersoner. Faglig bygger man blandt andet på den erfaring Vikingeskibsmuseet i Roskilde har fået ved deres rekonstruktioner og forvaltning af flere kopier af vikingskibe.
Kølen blev strakt i 2011 og er hugget af et 150 år gammelt egetræ, som blev fældet på Jarlsberg hovedgård i 2010. Bordgangene blev hugget af egestokke fra Danmark. Sejlet på 90 kvadratmeter blev vævet i Tønsberg af uld fra spælsau-får fra Vestfold. Et specielt træk ved vikingskibene er at spanterne ikke er naglet fast, men er surret fast til bordgangene med læderreb gennemhullede klamper. Læderrebene blev fremstillet af hvalbarder.
Kopien af Osebergskibet blev søsat 20. juni 2012, og døbt Saga Oseberg. Kong Harald og dronning Sonja var til stede ved søsættelsen. I juli 2015 sejlede man det tværs over Kattegat til Roskilde.

## Galleri
- Saga Oseberg foran søbodkvartalet i Tønsberg.
- Saga Oseberg under fremstillingen i 2012. Bordgangene og banda (spantene) tilpasses.
- Saga Oseberg under byggeriet. Første bordgang er festet til kølen. Læg mærke til klamperne som spanterne skal bindes fast til.
- Udskæring af stævnen dekoration.
- Udhugning af spanter til stævnen.